# Margarineproduktion
|  | Denne artikel er oprettet af botten Steenthbot ud fra en ekstern database. Den kan derfor have sproglige fejl eller mangler. Denne skabelon kan fjernes efter kontrol af indholdet. |

Margarineproduktion er en dansk dokumentarfilm fra 1925.

## Handling
Film om fremstillingen af PAN Margarine på FDBs margarinefabrik i Viby ved Aarhus. FDB, der er en af Danmarks første brugsforeninger, blev stiftet i 1896. Det skete ved sammenslutningen af de jyske og sjællandske fællesforeninger. FDBs første formand blev Severin Jørgensen, der bestred posten indtil 1914 og fortsatte i bestyrelsen indtil 1926. FDB er en forkortelse for Fællesforeningen for Danmarks Brugsforeninger.
Filmen begynder med, at et fragtskib losses for kopra. Kopra er det tørrede kød fra kokosnødder, der bl.a. bruges til presning af kokosolie. Det er denne olie, der bruges i fremstillingen af margarine. Efter losningen af skibet følger en detaljeret indføring i margarineproduktionens forskellige faser; fremstilling af olie (fra kopraen), blanding af råstoffer (mælk og olie) og margarineæltning. Undervejs bruges små trick film til at anskueliggøre nogle af faserne. Sidste led i produktionen er emballering, pakning og afsendelse til nær og fjern. Hele Danmark er aftagere af PAN Margarine. Dette illustreres ved en flyvetur over Danmark, hvor man ser brugen af margarinen hos befolkningen. Årstallet er anslået.